# 透明鏢鱸
透明鏢鱸（学名：Ammocrypta pellucida）為輻鰭魚綱鱸形目鱸亞目河鱸科的其中一種，其种加词“pellucida”意为“透明的”。其被IUCN列為次級保育類動物，分布於北美洲聖羅倫斯河及五大湖流域，體長可達8.4公分，棲息在沙底質的溪流中，屬肉食性，以水生昆蟲為食。